# De Vlindertuin
De Vlindertuin is een restaurant in Zuidlaren in de Nederlandse provincie Drenthe. Het restaurant voert sinds 2008 een Michelinster. De chef-kok is Jilt Cazemier.
Het restaurant is gevestigd in een oude boerderij uit 1719 met een boerderijtuin waarin een terras is aangelegd.